# ميليس (ماساتشوستس)
ميليس (بالإنجليزية: Millis, Massachusetts)‏ هي معلم جغرافي تقع في الولايات المتحدة في مقاطعة نورفولك، ماساتشوستس. يقدر عدد سكانها بـ 7,891 نسمة ومساحتها 31.8 كم2 وترتفع عن سطح البحر 50 متر.

## أعلام
- هاسكل كاري
- رودولف كينغ